# 스텔리오스 마이나스
스텔리오스 마이나스(Stelios Mainas, 1957년 10월 1일 ~ )는 그리스의 배우, 감독, 텔레비전 배우이다.
에르무폴리에서 태어났다.

## 영화
- 1968 (2018년)
- 7 카인즈 오브 래스 (2014년)
- 기네스 (2009년)
- 힘든 이별 (2002년)
- ...디저터 (1988년)
- 빈둥거리고 위장하기 (1984년)